# Jablonovbergen

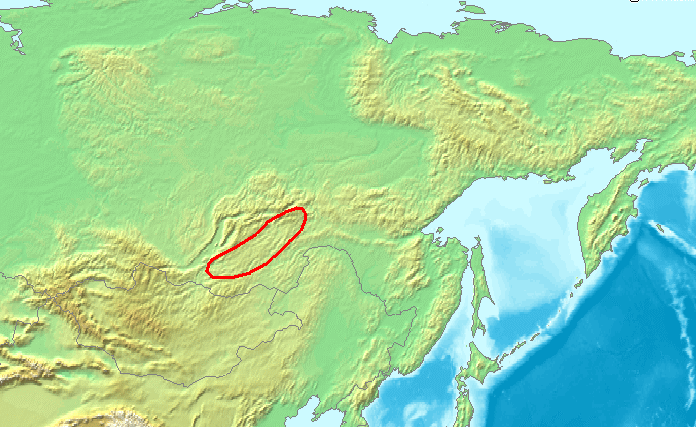
Jablonovbergens läge

Jablonovbergen (Jablonoi chrebet eller Jablonovyj chrebet) är en bergskedja som ingår i den naturgeografiska regionen Sydsibiriska bergen i Ryssland. Den ligger i Zabajkalskij kraj, öster om Bajkalsjön. Namnet kommer troligen av burjatiskt jableni-daba, "splittrat berg" men har också ansetts vara av rysk ros med betydelsen "Äppelbergen".
Jablonovbergen sträcker sig från Mongoliets gräns i nordostlig riktning och får vid omkring 56° nordlig bredd namnet Stanovojbergen. Det är en av grus och skog täckt 1 000-1 500 meter hög ås, som når sin största höjd längst i sydväst (Suchondo 2 450 meter). Jablonovbergen är vattendelare mellan Amurs och Lenas vattensystem.